# Le Mans 24-timmars 1999
Le Mans 24-timmars 1999 kördes 12 till 13 juni 1999 och vanns av BMW, med de tre förarna Joachim Winkelhock, Pierluigi Martini och Yannick Dalmas.

## Resultat
| Plats | Förare                                              | Märke    | Varv |
| ----- | --------------------------------------------------- | -------- | ---- |
| 1     | Joachim Winkelhock Pierluigi Martini Yannick Dalmas | BMW      | 365  |
| 2     | Ukyo Katayama Toshio Suzuki Keiichi Tsuchiya        | Toyota   | 364  |
| 3     | Frank Biela Didier Theys Emanuele Pirro             | Audi     | 360  |
| 4     | Michele Alboreto Rinaldo Capello Laurent Aïello     | Audi     | 346  |
| 5     | Thomas Bscher Bill Auberlen Steve Soper             | BMW      | 345  |
| 6     | Alex Caffi Andrea Montermini Domenico Schiattarella | Courage  | 342  |
| 7     | David Brabham Éric Bernard Butch Leitzinger         | Panoz    | 336  |
| 8     | Didier Cottaz Marc Goossens Fredrik Ekblom          | Nissan   | 335  |
| 9     | Henri Pescarolo Michel Ferté Patrice Gay            | Courage  | 327  |
| 10    | Olivier Beretta Karl Wendlinger Dominique Dupuy     | Chrysler | 325  |

### Klassvinnare
| Klass | Vinnare                                             | Märke    |
| ----- | --------------------------------------------------- | -------- |
| LMP   | Joachim Winkelhock Pierluigi Martini Yannick Dalmas | BMW      |
| LMGTP | Ukyo Katayama Toshio Suzuki Keiichi Tsuchiya        | Toyota   |
| GTS   | Olivier Beretta Karl Wendlinger Dominique Dupuy     | Chrysler |
| GT    | Uwe Alzen Patrick Huisman Luca Riccitelli           | Porsche  |